# Santa Generació
Santa Generació és una escultura (talla en fusta policromada i daurada) de 143 x 55 x 39,5 cm de la segona meitat del segle XV i atribuïda a Michael Pacher, la qual es troba al Museu Nacional d'Art de Catalunya.

## Context històric i artístic
L'atribució d'aquesta Santa Generació al pintor i escultor Michael Pacher té possibilitats fonamentades si es tenen en compte qüestions com la presumpta procedència de l'obra d'un convent de la rodalia de Múnic i, sobretot, l'estil.

## Descripció
La iconografia dels grups coneguts com a Santa Generació o Santa Anna-triple s'inscriu en una intenció (molt arrelada en aquesta època) d'atorgar un paper preponderant a Santa Anna, ja que es considera la iniciadora dels misteris de la concepció virginal. Per mitjà de l'Abraçada a la Porta Daurada amb Sant Joaquim, Maria va néixer sense pecat original, la qual cosa explica sense fissures la idea de la generació miraculosa de Jesucrist en tindre com a primer moment la concepció immaculada de Maria.
A més d'aquest exemple pel que fa a la representació de Santa Anna dempeus, hi ha altres possibilitats d'expressió iconogràfica del tema, més arrelades a Catalunya i que denoten amb major claredat la concatenació genealògica dels personatges: una és la de la superposició vertical de les tres imatges -Santa Anna, la Mare de Déu i el Nen Jesús-, amb la representació d'una figura asseguda damunt l'altra successivament, sota un mateix eix i en ordre creixent de grandària, o bé amb la disposició dels tres personatges superposats segons eixos diversos, d'acord amb un esquema compositiu piramidal semblant a la juxtaposició, com es pot observar a la talla que representa el mateix tema i que s'atribueix a Adrian van Wësel (MNAC/MAC 131055).
Fou adquirida el 1908 i el seu número de catàleg al MNAC és el 17661.